# 意大利小行星航空
意大利小行星航空（Small Planet Airlines s.r.l.）在英语中也写作“Small Planet Airlines Italia”或“Small Planet Italia”曾是一家总部位于意大利罗马省罗马-菲乌米奇诺机场的包机公司。该航空公司运营从罗马-菲乌米奇诺机场和贝加莫卡拉瓦乔二世国际机场出发的航班。